# Stanisław Czarkowski (porucznik)
Stanisław Czarkowski (ur. 2 grudnia 1904 w Radomsku, zm. 10 stycznia 1989 w Polanicy-Zdroju) – porucznik artylerii Wojska Polskiego i Polskich Sił Zbrojnych.

## Życiorys
Ukończył w Kielcach Państwowe Gimnazjum im. Jana Śniadeckiego, zdając maturę w 1926 roku. W latach 1926–1929 absolwent Oficerskiej Szkoły Artylerii w Toruniu. 15 sierpnia 1929 roku awansował do stopnia podporucznika z 106. lokatą w korpusie oficerów artylerii oraz przydziałem do 9 pułku artylerii polowej. Dowodził plutonem, a 1 stycznia 1933 roku awansował na porucznika z 15. lokatą w korpusie oficerów artylerii, a także był oficerem zwiadowczym dyonu oraz dowodził baterią i pułkową szkołą podoficerską. W latach 1936–1937 w Centrum Wyszkolenia Artylerii ukończył kurs jazdy konnej i zaprzęgami. Ponownie dowodził baterią po powrocie do pułku, a od 1 marca 1938 roku był w pułku pomocnikiem dowódcy III dyonu (detaszowanego) ds. gospodarczych.
W marcu 1939 roku po mobilizacji dowodził pozostałościami III dyonu. W czasie kampanii wrześniowej przeprowadził mobilizację pozostałych jednostek, a następnie wraz z pozostałościami odszedł do Ośrodka Zapasowego Artylerii Lekkiej nr 9. Uczestniczył w walkach na Podlasiu, ostatnio w baterii haubic dyonu artylerii lekkiej Zgrupowania „Brzoza” jako oficer zwiadowczy. Po kapitulacji Samodzielnej Grupu Operacyjnej „Polesie” próbował wydostać się z okrążenia, ale został wzięty do niewoli 8 października 1939 roku. W latach 1939–1940 przebywał w Oflagu II B Arnswalde, a w latach 1940–1945 w Oflagu VII A Murnau. Skierowany po uwolnieniu do 2 Korpusu Polskiego, gdzie od czerwca 1945 do lutego 1946 roku służył w 1 Karpackim pułku artylerii lekkiej, a od lutego 1946 do kwietnia 1947 roku w 7 pułku artylerii przeciwpancernej i dowodził w nim baterię techniczną. Ukończył kursy: artylerii przeciwpancernej oraz kierowców czołgów i samochodów.
Po przybyciu do Wielkiej Brytanii został odkomenderowany do dowództwa brygady. W kwietniu 1947 roku został zdemobilizowany, a 28 maja powrócił do kraju. Początkowo w Zakładach Starachowickich był zatrudniony jako kierownik transportu, ale w związku z trudnościami mieszkaniowymi przeniósł się we wrześniu 1947 roku do Polanicy-Zdroju. W latach 1947–1949 był kierownikiem zarządu nieruchomości miejskich, a później kolejno: w latach 1949–1950 referentem administracyjnym w Państwowym Przedsiębiorstwie Budowlanym, w 1950 roku kierownikiem transportu w Kopalni „Konrad” w Iwinach k. Bolesławca i w latach 1950–1957 referentem BHP oraz referentem technicznym w tartaku i stolarni w Polanicy. Od 1957 roku do emerytury pracował w Polskim Towarzystwie Turystyczno-Krajoznawczym jako kierownik eksploatacyjny. Zmarł 10 stycznia 1989 roku w Polanicy Zdroju.

## Ordery i odznaczenia
- Krzyż Srebrny Orderu Virtuti Militari[6] – nr 13639